# Jaume Lorés i Caballería
Jaume Lorés i Caballeria (Barcelona, 1935 - 2002) fou un escriptor, periodista, i assagista català. Fou conegut pel seu cristianisme progressista, el seu compromís antifranquista i el seu catalanisme transversal.

## Biografia
Nascut a Barcelona el 1935. Va estudiar teologia al seminari de Solsona i feu estudis de periodisme i dret, però no es va llicenciar.
Durant el franquisme el 1965 va dirigir la revista Qüestions de Vida Cristiana, i col·laborà amb la revista El Ciervo. En una primera època tractà problemes específics de la societat i de l'Església catalana amb obres com Problemes del nostre cristianisme (1966), amb què va obtenir el Premi Crítica Serra d'Or d'assaig, 1967, Ensayos de subteología secular (1969), etc. Va professor de l'Escola de Periodisme del CIC, entitat lligada a sectors catalanistes i eclesiàstics.
El 1974 va ingressar a Convergència Socialista de Catalunya, després al PSC-Congrés i el 1978 al Partit dels Socialistes de Catalunya.
Durant la Transició democràtica es dedicà a l'anàlisi política a La Vanguardia, El Observador, a l'Avui, El Món on es va guanyar la popularitat entre els lectors amb les seves col·laboracions. També en ràdio, va col·laborar especialment als programes de La Mercantil Radiofònica, amb en Jordi Vendrell. Va ser l'autor d'obres relatives a Catalunya i la Transició, com La transició a Catalunya (1977-1984), i El pujolisme i els altres (1985). Així mateix, una sèrie d'assajos, com ara Societat, cultura i pensament (1984) i Reptes de Catalunya (1987), plasmen el seu pensament com a teòric polític del nacionalisme. Cunyat de Pasqual Maragall (per matrimoni amb Àngels Maragall Mira) i amic personal de Jordi Pujol, fou força crític amb l'esquerra catalana per no prendre's seriosament el moviment que donà origen a CDC i per la subordinació del PSC al PSOE.
Coherent amb el seu catalanisme transversal, Jaume Lorés va col·laborar amb el conseller Max Cahner, quan dirigia el departament de Cultura del govern de la Generalitat de Catalunya, i amb el conseller Joan Rigol, quan ocupava la conselleria de Treball i, més tard, de Cultura. Rigol el va nomenar també director del Patronat d'Investigacions Socials (PIS). Va dirigir, a més, el Centre d'Estudis de Temes Contemporanis de la Generalitat de Catalunya 1989 a 1998.
Tingué un paper rellevant en l'àmbit cultural del cristianisme progressista, essent codirector de la revista Qüestions de Vida Cristiana i patró de la Fundació Joan Maragall. El 1995 va rebre la Creu de Sant Jordi.
Va morir a Barcelona el 4 de desembre de 2002 a 67 anys a causa d'un infart, tot i que patia una malaltia neurològica des de finals dels anys noranta.

## Obres
- Problemes del nostre cristianisme (1966) (Premi Crítica Serra d'Or d'assaig, 1967)
- Ensayos de subteología secular (1969)
- Societat, cultura i pensament (1984)
- Catalunya política i socialisme (1984)
- La transició a Catalunya (1977-1984)
- El 1984 de Catalunya: una crònica apassionada (1985)
- El pujolisme i els altres (1985)
- Reptes de Catalunya (1985) (1987)